# Mangotal
Mangotal är en ort i Mexiko.   Den ligger i kommunen Zaragoza och delstaten Veracruz, i den sydöstra delen av landet, 500 km öster om huvudstaden Mexico City. Mangotal ligger 27 meter över havet och antalet invånare är 245.
Terrängen runt Mangotal är platt. Runt Mangotal är det ganska glesbefolkat, med 29 invånare per kvadratkilometer. Närmaste större samhälle är Minatitlán, 10,9 km nordost om Mangotal. Omgivningarna runt Mangotal är en mosaik av jordbruksmark och naturlig växtlighet.